# 範登堡澳小鱂
範登堡澳小鱂，為輻鰭魚綱鯉齒目鰕鱂亞目溪鱂科的其中一種，為熱帶淡水魚，分布於南美洲巴拉圭河流域，體長可達9公分，棲息在底中層水域，生活習性不明，可作為觀賞魚。
- Froese, R. & Pauly, D. (eds.) (2014). Austrolebias vandenbergi. FishBase. Version 2014-08.

## 擴展閱讀
維基物種上的相關：範登堡澳小鱂